# Neoplasia intraepiteliale lobulare
Con l'acronimo LIN (lobular intraepithelial neoplasia), ossia neoplasia intraepiteliale lobulare, sono state accorpate alcune lesioni microscopiche della mammella generalmente oggi diagnosticate con una biopsia e considerate a rischio di sviluppare un tumore invasivo.
La LIN non è quindi da considerarsi ancora un vero tumore maligno, ma un processo di trasformazione neoplastica confinato all'interno dell'epitelio, non invasivo, senza capacità metastatizzante, ma potenzialmente preinvasivo.
Originata nelle unità duttulo-lobulari terminali della ghiandola mammaria è caratterizzata da una proliferazione intraluminale scarsamente coesiva del rivestimento epiteliale, con obliterazione del lume e distensione dei duttuli ma con conservazione della struttura lobulare; presenta aspetti citologici e strutturali sovrapponibili a quelli del carcinoma lobulare in situ (LCIS) dal quale si differenzia in termini quantitativi (meno di metà del lobulo interessato).
Rappresenta un fattore di rischio compreso tra il 15-20% a 15-20 anni per lo sviluppo di un carcinoma invasivo (sia duttale che lobulare) omo/controlaterale.
La neoplasia intraepitaliale lobulare viene suddivisa in tre gradi:
- LIN1: iperplasia lobulare atipica
- LIN2: carcinoma lobulare in situ classico (LCIS)
- LIN3: carcinoma lobulare in situ con necrosi centrale o pleomorfo o a cellule ad anello con castone.

Nella pratica clinica è riscontro abbastanza frequente in microbiopsie stereotassiche effettuate su microcalcificazioni mammarie evidenziate da Rx mammografia e, allo stato attuale, richiede solo un trattamento chirurgico (escissione su tessuto sano) senza ulteriori terapie (radio o chemio).